# Жакиев, Бексултан Жакиевич
Бексултан Жакиевич Жакиев (кирг. Бексултан Жакиевич Жакиев; 16 января 1936, с. Боконбаево, Тонский район, Киргизская АССР, РСФСР — 25 апреля 2021, Бишкек, Киргизская Республика) — советский и киргизский писатель, редактор, переводчик, сценарист, народный писатель Республики Кыргызстан (1993), Герой Киргизской Республики (2011) .

## Биография
Родился в крестьянской семье.
В 1958 г. окончил факультет киргизской филологии Киргизского педагогического института имени М. В. Фрунзе. В 1960—1962 гг. проходил обучение на высших сценарных курсах в Москве.
Трудовую деятельность начал в 1963 г. в должности редактора в киностудии «Киргизфильм», входил в состав ее сценарно-репертуарной коллегии.
- 1968—1972 гг. — начальник Объединенной репертуарно-редакционной коллегии министерства культуры Киргизской ССР,
- 1972—1975 гг. — главный редактор киностудии «Киргизфильм»,
- 1975—1983 гг. — главный редактор объединенной репертуарно-редакционной коллегии Министерства культуры Киргизской ССР,
- 1984—1987 гг. — доцент Киргизского государственного института искусств им. Б. Бейшеналиевой,
- 1988—1992 гг. — секретарь правления Союза театральных деятелей Киргизской ССР.

Член КПСС с 1975 по 1991 г. Член Союз писателей СССР (1962), член Союза кинематографистов СССР (1966).
В 1992—1993 гг. — советник президента Кыргызской Республики.
В 1994—2000 гг. — художественный руководитель, затем — директор Государственной дирекции «Манас-1000», одновременно — председатель комитета по присуждению государственной премии в области литературы, искусства и архитектуры имени Токтогула.
В 2000—2003 гг. инициировал представление поддержанного Комитетом Всемирного культурного наследия ЮНЕСКО проекта «Шедевры нематериального культурного наследия по творчеству манасчы и акынов-импровизаторов».
Скончался 25 апреля 2021 года в Бишкеке, похоронен на Ала-Арчинском кладбище.

## Творческая деятельность
Ярко дебютировал в литературе и театре после постановки пьесы «Судьба отца» (1958), которая вызвала значительный общественный резонанс. На сцене Киргизского драматического академического театра имени Т. Абдумомунова спектакль ставился более 500 раз, а в казахстанских театрах Алматы, Чимкента, Джамбула, Семея более 300 раз. По драме «Судьба отца» была поставлена одноименная опера, по пьесе «Саадак какты» — балет.
Произведения переведены на русский, якутский, казахский и другие языки.
Перевёл на киргизский язык пьесы Б. Брехта («Мамаша Кураж и ее дети»), С. Михалкова («Красный галстук»), М. Ауэзова, «Палату» С. Алёшина, а также книгу о легендарном Ходже Насреддине «Проделки Апенди».
Получил известность как яркий публицист («Нам нужна не фальшивая гордость, а честь»).

### Работы
- «Судьба отца» (1958)
- «Тысяча грез» (1964)
- «Золотая чаша» (1967)
- «Приговор» (1972)
- «Завтра — Новый год» (1975)
- «Встреча» (1979)
- «И придет весна долгожданная» (1981)
- «Сбитый колчан» (1982)
- «Ожидание» (1984)
- «Идущие по горящему следу» (1986)
- «Нет душевной боли» (1989)
- «Наказание» (1990)

Киносценарии («Азамат Алтай», «На шумной дороге» (1965), «Встреча в городе ветров» (1969). По киносценариям сняты полнометражные фильмы «Наследие» (1969), «Сказ об искусстве» (1974), «Погоня» (1986).

## Награды и звания
- Герой Киргизской Республики (2011)[1].
- орден «Манас» III степени (2004)[1].
- медаль «Данк» (1997)[1].
- медаль «Астана» (Казахстан).
- Народный писатель Киргизской Республики (1993)[1].
- Заслуженный деятель искусств Киргизской ССР (1974).
- Памятная юбилейная медаль «Манас-1000» (1995)[2].
- Лауреат Государственной премии Киргизской ССР имени Токтогула (1989), международной премии Казахстана имени Тологона Айбергенова, международной премии имени Жамбыла.